# 월성초등학교 (경북)
월성초등학교는 대한민국 경상북도 경주시 노서동에 있는 공립 초등학교이다.
교훈:즐거운 교실! 배려하는 행동! 꿈을 가꾸는 월성교육

## 학교 연혁
- 1927년 4월 9일 경주여자공립보통학교 개교
- 1938년 4월 1일 월성공립심상소학교로 개칭[1]
- 1940년 5월 5일 : 황남공립심상소학교(現 황남초등학교) 분리 (황남동 부지)
- 1941년 4월 1일 월성공립국민학교로 개칭[2]
- 1981년 5월 6일 흥무국민학교 분리
- 1985년 9월 1일 병설유치원 설립
- 1994년 4월 23일 체육관 준공
- 1995년 1월 12일 급식소 및 식당 개조
- 1996년 3월 1일 월성초등학교로 개칭[3]
- 2005년 11월 10일 새벗 도서관 개관
- 2020년 2월 14일 제93회 졸업식(총 졸업생 16,674명)
- 2020년 3월 1일 제35대 이형석 교장 부임
- 2020년 3월 1일 10학급 (특수 1학급, 유치원 2학급) 편성

## 참고 자료
- 월성초등학교 - 한국교육학술정보원 학교알리미